# Rock Action
Rock Action är det tredje studioalbumet av Mogwai och släpptes 2001. Det producerades av David Fridmann.

## Låtlista
1. "Sine Wave" – 4:57
2. "Take Me Somewhere Nice" – 6:57
3. "O I Sleep" – 0:57
4. "Dial: Revenge" – 3:30
5. "You Don't Know Jesus" – 8:04
6. "Robot Chant" – 1:05
7. "2 Rights Make 1 Wrong" – 9:33
8. "Secret Pint" – 3:37
9. "Untitled" (Bonusspår i Japan) - 7:16
10. "Close Encounters" (Bonusspår i Japan och Brasilien) – 3:54